# PRO8L3M (album)
PRO8L3M – debiutancki album studyjny polskiego zespołu muzycznego PRO8L3M. Wydawnictwo ukazało się 1 czerwca 2016 roku nakładem wytwórni muzycznej RHW Records. Album trafił do sprzedaży na płycie CD oraz w limitowanym do tysiąca egzemplarzy nakładzie na dwóch 12" płytach gramofonowych.
Album dotarł do 2. miejsca polskiej listy przebojów – OLiS. Materiał był promowany teledyskami do utworów "2040" i "Molly". 10 sierpnia 2016 roku płyta uzyskała w Polsce status złotej sprzedając się w nakładzie 15 tys. egzemplarzy, a rok później osiągnęła status platynowej. 30 grudnia 2024 album uzyskał certyfikat potrójnej platynowej płyty.

## Lista utworów
Opracowano na podstawie materiału źródłowego.
1. "Outro" (produkcja: Steez83) – 01:53
2. "Prequel" (produkcja: Steez83) – 03:53[a]
3. "VHS" (produkcja: Steez83) – 03:24[b]
4. "777moneymaker" (produkcja: Steez83) – 03:26
5. "Art. 258" (produkcja: Steez83) – 04:52
6. "K-PAX" (produkcja: Steez83) – 03:32
7. "Molly" (produkcja: Steez83) – 04:13[c]
8. "Toast" (produkcja: Steez83) – 03:16
9. "Dr Melfi" (produkcja: Steez83) – 05:00
10. "TATP" (produkcja: Steez83) – 04:22
11. "2040" (produkcja: Steez83) – 04:01[d]
12. "Strumień" (produkcja: Steez83) – 01:39
13. "Intro" (produkcja: Steez83) – 02:19

| LP |
| --- |
| Strona A 1. "Outro" – 01:53 2. "Prequel" – 03:53 3. "VHS" – 03:24 4. "777moneymaker" – 03:26 Strona B 1. "Heat" – 5:18 (utwór dodatkowy) 2. "Art. 258" – 04:52 3. "K-PAX" – 03:32 Strona C 1. "Molly" – 04:13 2. "Toast" – 03:16 3. "Dr Melfi" – 05:00 Strona D 1. "TATP" – 04:22 2. "2040" – 04:01 3. "Strumień" – 01:39 4. "Intro" – 02:19 |

## Notowania

### Pozycje na listach tygodniowych
| Kraj   | Lista                    | Najwyższa pozycja |
| ------ | ------------------------ | ----------------- |
| Polska | OLiS – albumy            | 14                |
| Polska | OLiS – albumy fizyczne   | 68                |
| Polska | OLiS – albumy w streamie | 9                 |

## Certyfikaty i sprzedaż
| Kraj          | Certyfikat               | Sprzedaż | Data             |
| ------------- | ------------------------ | -------- | ---------------- |
| Polska (ZPAV) | podwójna platynowa płyta | 60 000+  | 30 grudnia 2024  |
| Polska (ZPAV) | platynowa płyta          | 30 000+  | 14 czerwca 2017  |
| Polska (ZPAV) | złota płyta              | 15 000+  | 10 września 2016 |